# 삼성 라이온즈의 선수 목록 (1982년~1990년)

## 역대 신인드래프트

### 첫 지명 선수
| 연도 | 선수   | 포지션 | 삼성 소속 성적                                     |
| ---- | ------ | ------ | -------------------------------------------------- |
| 1982 | 장태수 | 내야수 | 11시즌 1004G 692안타 48홈런 151도루 .273 .363 .389 |
| 1983 | 김근석 | 내야수 | 4시즌 277G 196안타 11홈런 7도루 .263 .322 .353     |
| 1983 | 김동재 | 내야수 | 6시즌 277G 128안타 13홈런 9도루 .262 .321 .411     |
| 1984 | 권기홍 | 투수   | 5시즌 21G 51.2이닝 6패 7.84                        |
| 1985 | 강정길 | 내야수 | 지명권 양도로 빙그레 입단                          |
| 1986 | 구윤   | 외야수 | 8시즌 325G 209안타 11홈런 20도루 .266 .323 .368    |
| 1987 | 장태수 | 투수   | 2시즌 41G 101.1이닝 2승 5패 5.15                   |
| 1988 | 정윤수 | 투수   | 6시즌 116G 282이닝 10승 11패 8세이브 5.17          |
| 1989 | 하용석 | 포수   | 1시즌 4G 1안타 .250 .400 .250                      |
| 1990 | 이태일 | 투수   | 6시즌 129G 637이닝 48승 39패 3.81                  |

### 마지막 지명 선수
| 연도 | 선수   | 포지션 | 삼성 소속 성적                 |
| ---- | ------ | ------ | ------------------------------ |
| 1982 | 홍경태 | 외야수 | 지명권 포기로 입단 X           |
| 1983 | 조규식 | 투수   | 지명권 포기로 입단 X           |
| 1984 | 최재학 | 포수   | 지명권 포기로 입단 X           |
| 1985 | 홍순호 | 내야수 | 3시즌 29G 3안타 .107 .219 .214 |
| 1986 | 최재학 | 포수   | 지명권 포기로 입단 X           |
| 1987 | 장문영 | 투수   | 지명권 포기로 입단 X           |
| 1988 | 노경호 | 투수   | 지명권 포기로 입단 X           |
| 1989 | 김선진 | 내야수 | 지명권 포기로 입단 X           |
| 1990 | 박홍철 | 내야수 | 3시즌 8G 2안타 .333            |

## 포지션별 주전
| 연도   | 투수   | 포수   | 1루수  | 2루수  | 3루수  | 유격수 | 우익수 | 중견수 | 좌익수 | 지명타자 |
| 1982년 | 황규봉 | 이만수 | 함학수 | 배대웅 | 김한근 | 오대석 | 허규옥 | 장태수 | 정현발 | 박찬     |
| 1983년 | 김시진 | 이만수 | 김한근 | 천보성 | 배대웅 | 함학수 | 허규옥 | 장태수 | 장효조 | 박승호   |
| 1984년 | 김시진 | 이만수 | 김근석 | 김성래 | 배대웅 | 함학수 | 허규옥 | 장태수 | 장효조 | 박승호   |
| 1985년 | 김시진 | 이만수 | 함학수 | 김성래 | 김용국 | 배대웅 | 허규옥 | 장태수 | 장효조 | 박승호   |
| 1986년 | 김시진 | 이만수 | 오대석 | 김성래 | 김용국 | 배대웅 | 허규옥 | 장태수 | 장효조 | 박승호   |
| 1987년 | 김시진 | 이만수 | 박승호 | 김성래 | 김용국 | 류중일 | 장효조 | 장태수 | 허규옥 | 홍승규   |
| 1988년 | 김시진 | 이만수 | 함학수 | 김성래 | 김용국 | 류중일 | 이종두 | 장태수 | 장효조 | 박승호   |
| 1989년 | 권영호 | 이만수 | 김용국 | 강기웅 | 김용국 | 류중일 | 홍승규 | 장태수 | 이종두 | 박승호   |
| 1990년 | 최동원 | 이만수 | 김용철 | 강기웅 | 김용국 | 류중일 | 이종두 | 강영수 | 장태수 | 박승호   |

## 전체 명단
- 다음은 해당 연도 정규 리그에 최소 한 경기 이상 출장(녹색 칸의 경우 해당 포지션 최다 출장)한 선수 명단이다.

### 투수
| 1982년 | 1983년 | 1984년 | 1985년 | 1986년 | 1987년 | 1988년 | 1989년                   | 1990년 |
|        |        |        |        |        |        |        | 강만식 (빙그레에서 이적) |        |
|        |        | 권기홍 | 권기홍 | 권기홍 | 권기홍 | 권기홍 |                          |        |
| 권영호 | 권영호 | 권영호 | 권영호 | 권영호 | 권영호 | 권영호 | 권영호                   |        |
|        | 김시진 | 김시진 | 김시진 | 김시진 | 김시진 | 김시진 |                          |        |
|        |        |        |        |        |        |        | 최동원                   | 최동원 |

### 포수
| 1982년 | 1983년 | 1984년 | 1985년 | 1986년 | 1987년 | 1988년 | 1989년 | 1990년 |
| 이만수 | 이만수 | 이만수 | 이만수 | 이만수 | 이만수 | 이만수 | 이만수 | 이만수 |

### 내야수
| 1982년          | 1983년 | 1984년 | 1985년 | 1986년 | 1987년          | 1988년          | 1989년          | 1990년          |
|                 |        |        |        |        |                 |                 | 강기웅          | 강기웅          |
|                 |        |        |        |        |                 |                 | 김용철          | 김용철          |
| 김한근          | 김한근 | 김한근 | 김한근 |        |                 |                 |                 |                 |
|                 |        |        |        |        | 류중일 (유격수) | 류중일 (유격수) | 류중일 (유격수) | 류중일 (유격수) |
| 오대석 (유격수) | 오대석 | 오대석 | 오대석 | 오대석 | 오대석          | 오대석          |                 |                 |
| 함학수          | 함학수 | 함학수 | 함학수 | 함학수 |                 |                 |                 |                 |

### 외야수
| 1982년 | 1983년          | 1984년          | 1985년          | 1986년          | 1987년          | 1988년 | 1989년 | 1990년 |
|        | 장효조 (우익수) | 장효조 (우익수) | 장효조 (우익수) | 장효조 (우익수) | 장효조 (우익수) | 장효조 |        |        |

## 같이 보기
- 삼성 라이온즈 연도별 선수 명단